# Dynastie Kalākaua
Dynastie Kalākaua (havajsky: Hale o Kalākaua, anglicky: House of Kalākaua) byla domorodá dynastie, která vládla Havajským ostrovům v letech 1874–1893, byla třetí a poslední havajskou královskou dynastií.

## Havajští králové z dynastie Kalakaua
- Kalākaua (1874–1891)
- Liliuokalani (1891–1893) - jeho sestra

Když v roce 1872 zemřel bez dědice poslední havajský král Kamehameha V. z dynastie Kamehameha a před smrtí neměl následníka ani nástupce neurčil, rozhodovala o budoucím králi vláda podle královské konstituce. Kandidáti na krále byly 2, jediný mužští příbuzní zemřelého krále. Prvním byl králův bratranec William Lunalilo a druhým byl právě David Kalākaua.
Jelikož byl Kalakaua více konzervativnější než Lunalilo který byl spíše liberálnější a také více oblíbený a tak to byl právě Lunalilo kdo byl zvolen králem. David Kalākaua tuto volbu přijal.

Oficiální králův portrét

Král Lunalilo však nevládl dlouho. Po roce a 25 dnech vlády, zemřel na tuberkulózu aniž by stejně jako Kamehameha V. zanechal dědice nebo určil nástupce. A tak byl již havajským králem zvolen hned Kalākaua, který byl v předchozí volbě jedním ze dvou kandidátů.

## Vláda
Po svém zvolení cestoval po Havajských ostrovech a vyslal obchodní zástupce do USA. Během své vlády také v roce 1881 podnikl cestu po světě, během které ho jako regent v nepřítomnosti zastupovala jeho sestra (jako následník) Liliuokalani.
Na Havajských ostrovech se v té době usazovalo mnoho amerických plantážníků, misionářů a obchodníků. Proto také roce 1875 podepsala Havaj s USA vzájemnou obchodní dohodu, díky níž se cukrová třtina mohla do USA dovážet bezcelně a za dvanáct let bylo USA uděleno právo opevnit námořní základnu Pearl Harbor nedaleko Honolulu. Král Kalākaua byl za přispění Američanů v roce 1887 donucen vzdát se části svých pravomocí a ustanovit konstituční monarchii, kterou pak mohli američtí plantážníci snadno ovládnout.
Král Kalākaua nechal postavit královský palác Iolani, který stojí dodnes. Již psychicky vysílený král v roce 1890 odjel do San Francisca, kde 20. ledna 1891 ve věku 54 let zemřel. Jeho poslední slova před smrtí byla: "Řekněte mému lidu, že jsem se snažil."
Jelikož však král se svou ženou neměli žádné děti a tak se po jeho smrti stala, králova sestra Liliuokalani havajskou královnou. Ta byla proamerickými plantážní o 2 roky později svržena a z Havaje se stala republika a později teritorium USA.

## Ostatní členové dynastie Kalakaua
- Leleiohoku - korunní princ (1854–1877)
- Ka'iulani - korunní princezna (1875–1899)
- Likelike - princezna (1851–1887), sestra Kalakaua a Liliuokalani
- Kapaakea - náčelník rodu, otec Kalakaua a Liliuokalani
- Keohokalole - žena náčelníka Kapaakea, matka Kalakaua a Liliuokalani